# Palmieri (cráter)

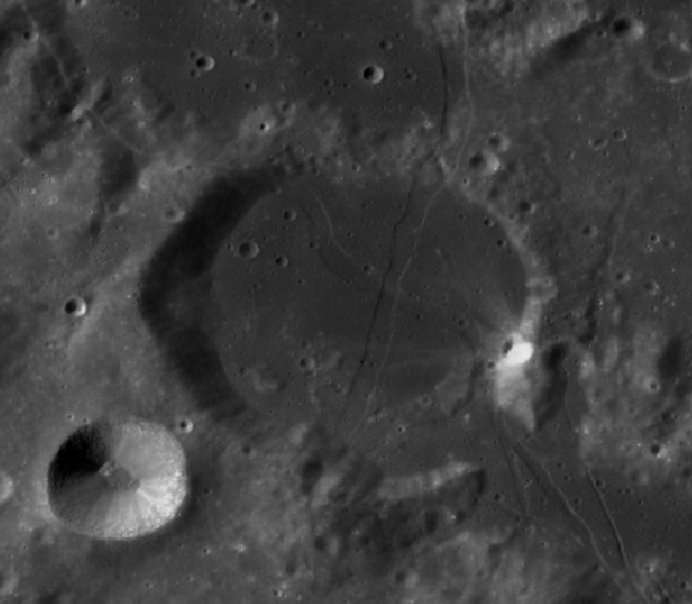
Fotografía de la misión LRO

Palmieri es un cráter de impacto localizado al suroeste del Mare Humorum, en el cuadrante suroeste de la cara visible de la Luna. Se encuentra al sur del cráter Liebig y al este-noreste del cráter de mayor tamaño Fourier.
|  |

Esta formación de cráteres tiene un brocal erosionado que presenta un hueco en el lado sureste y un par de espacios estrechos en su lado norte. Los restos de un pequeño cráter inundado de lava forman el borde norte de la brecha en el sudeste. Justo al suroeste de Palmieri está el pequeño cráter Palmieri E.
El suelo interior de Palmieri ha sido inundado por la lava, dejando una superficie interior oscura que tiene un albedo similar al del mar lunar, situado al noreste. Este suelo se une con una larga extensión de superficie de lava al norte de Palmieri, que prosigue hacia el norte hasta llegar al área entre Liebig y de Gasparis. El suelo está marcado por un sistema de grietas denominado Rimae Palmieri, que continúa hacia el norte y el sureste más allá del perímetro del cráter. Estas fisuras estrechas se extienden por cerca de 150 kilómetros.

## Cráteres satélite
Por convención estos elementos son identificados en los mapas lunares poniendo la letra en el lado del punto medio del cráter que está más cercano a Palmieri.
|          | \| Palmieri \| Coordenadas \| Diámetro \| \| -------- \| ------------------------------ \| -------- \| \| A \| 32°12′S 48°24′O / -32.2, -48.4 \| 21 km \| \| B \| 30°48′S 48°12′O / -30.8, -48.2 \| 9 km \| \| E \| 29°12′S 48°30′O / -29.2, -48.5 \| 14 km \| \| G \| 32°30′S 47°36′O / -32.5, -47.6 \| 9 km \| \| H \| 31°30′S 47°42′O / -31.5, -47.7 \| 19 km \| \| J \| 33°36′S 49°18′O / -33.6, -49.3 \| 10 km \| |          |
| Palmieri | Coordenadas | Diámetro |
| A        | 32°12′S 48°24′O / -32.2, -48.4 | 21 km    |
| B        | 30°48′S 48°12′O / -30.8, -48.2 | 9 km     |
| E        | 29°12′S 48°30′O / -29.2, -48.5 | 14 km    |
| G        | 32°30′S 47°36′O / -32.5, -47.6 | 9 km     |
| H        | 31°30′S 47°42′O / -31.5, -47.7 | 19 km    |
| J        | 33°36′S 49°18′O / -33.6, -49.3 | 10 km    |